# Функционални стил
Функционални стил је начин употребе језика. Постојање функционалних стилова је најужи облик раслојавања неког језика, укључујући ту и српски језик. Нормирање језика обухватају разне норме, међу којима је стилска. Исто као што правописна норма упућује на то да се и те како пише као три речи, или синтаксичка да је правилан ред речи ти и ја, уместо ја и ти, тако стилска одређује када се који начин писања практикује. Те врсте се разликују по намени има их пет:
- разговорни - говорни стил — вид језика који се употребљава у свакодневној усменој комуникацији, а разликује се од других претежно писаних функционалних стилова; може бити мање или више формалан; неформални садржи елементе нестандардних варијетета (дијалеката и жаргона)
- књижевноуметнички стил — такође и литерални; испољава се у делима лепе књижевности; препознатљив по субјективности, оригиналности и стилским фигурама (метафорама, епитетима...); често се налази и у новинама
- научни стил — испољава се у стручним и научним радовима (студијама и расправама); одликују га стручни изрази (нпр. наузеја уместо мучнина) и минимално коришћење стилски обликованих реченица
- новинарски стил — такође и публицистички; њиме се пишу вести, новински чланци, извештаји, коментари, колумне и репортаже; одликује га тачно изношење чињеница (нпр. Н. Н. лице је у 17:35 ушло и опљачкало банку на Новом Београду.)
- административни стил — такође и бирократски; примењује се у пословним списима, записницима, бирократији, али и писању о истој теми; одликује га шаблонско писање (нпр. у формалним члановима различитих закона се разликују само неке речи) и потпуно избегавање двосмислених и стилски обликованих речи и израза